# Bodewin Keitel
Bodewin Claus Eduard Keitel (Helmscherode, 25 december 1888 - Göttingen, 27 juli 1953) was een Duitse officier en General der Infanterie tijdens de Tweede Wereldoorlog. Hij was de jongere broer van de Generalfeldmarschall Wilhelm Keitel. 

## Leven
Op 25 december 1888 werd Bodewin Keitel geboren op het landgoed in Helmscherode, als de zoon van de grondeigenaar Carl Keitel (1854–1934) en zijn vrouw Apollonia Keitel (geboortenaam Vissering) (1857–1889). Kort na de geboorte van Bodwin, stierf zijn moeder aan kraamvrouwenkoorts.
Op 23 februari 1909 was hij als 20-jarige Offizieranwärter  (vrije vertaling: officierskandidaat) in dienst van het Hannoversche Jäger-Bataillon Nr. 10 (Goslar). Hij werd op 22 augustus 1910 bevorderd tot Leutnant, het Patent (bevorderingsakte) werd vanaf 22 augustus 1908 gedateerd.

### Eerste Wereldoorlog
Aan het begin van de Eerste Wereldoorlog werd Keitel Zugführer (pelotonscommandant) van een fietscompagnie in het "Jäger-Bataillons Nr. 10". Op 25 februari 1915 werd hij bevorderd tot Oberleutnant, en kort daarop werd hij benoemd tot Kompaniechef  (vertaling: compagniecommandant).
Vanaf het midden van juni 1915 werd Keitel overgeplaatst naar het Brandenburgischen Jäger-Bataillon Nr. 3, waar hij de 2. Radfahr-Kompanie  (vrije vertaling: 2e Fietscompagnie) overnam. Zijn bevordering tot Hauptmann volgde op 18 december 1917.
In de rang van een Hauptmann werd hij op 6 november 1918 tot commandant benoemd van het 3e bataljon van het 2. Thüringischen Infanterie-Regiments Nr. 32 (III./32). Vanaf 21 december 1918 tot 12 februari 1919 was Keitel mit der Führung beauftragt (m. d. F. b.) (vrije vertaling: met het leiderschap belast) van het Hannoversche Jäger-Bataillon Nr. 10.

### Interbellum
Na de Eerste Wereldoorlog werd Keitel als Hauptmann met zijn Rangdienstalter in de Reichsheer opgenomen. Hij kreeg het commando over een fietscompagnie in het Jägerbataillon 10. Ook tijdens de opbouw van het 200.000 man sterke overgangsleger, werd Keitel voor die functie ingezet. Tijdens het opbouwen van het 100.000 man leger van de Reichswehr, werd Keitel benoemd tot compagniecommandant van het 17. Infanterie-Regiment  (17e Infanterieregiment).
Vanaf 1922 werd hij als MG-officier ingezet in de staf van het 17e Infanterieregiment in Braunschweig. Op 1 juli werd hij bevorderd tot Ordnungsoffizier. Vanaf 1 oktober 1924 werd hij overgeplaatst naar het 10. (Preuß.) Reiter-Regiment in Züllicha. Keitel werd vanaf 1 oktober 1925 geplaatst bij de staf van het Gruppenkommando 2 in Kassel.
Op 1 maart 1929 werd hij geplaatst in het Reichswehrministerium (RWM)  (Ministerie van Defensie) in Berlijn. Hij kwam bij de Heeres-Ausbildungs-Abteilung (T 4) in het Truppenamt (TA).  Deze functie vervulde hij tot 1 maart 1933. Op 1 oktober 1929 werd Keitel bevorderd tot Major. Zijn Rangdienstalter werd daarbij op 1 februari 1928 vastgesteld. Keitel zijn bevordering tot Oberstleutnant van 1 oktober 1932 vond nog plaats in het Heeres-Ausbildungs-Abteilung (T 4).
Vanaf 1 maart 1933 tot 1 oktober 1934 was hij commandant van het 3e bataljon van het 2. (Preuß.) Infanterie-Regiment  (2e Infanterieregiment) in Lötzen. Met zijn gelijktijdige bevordering tot Oberst op 1 oktober 1934, werd Keitel benoemd tot 1. Generalstabsoffizier (Ia) (vrije vertaling: 1e Generale Stafofficier (Ia)) die bij de verdere uitbreiding van de Reichswehr naar de Wehrmacht geplaatst in de Generale Staf van de Heeresdienststelle Kassel werd geplaatst.
Op 1 juni 1936 werd Keitel tot stafchef benoemd van de staf van het IX. Armeekorps  (9e Legerkorps). Daarna werd hij op 12 oktober 1937 weer naar het Reichswehrministerium (RWM) overgeplaatst. Daar werd Keitel ingezet in de Ausbildungs-Abteilung.
Met zijn gelijktijdige bevordering tot Generalmajor, werd Keitel benoemd tot chef van het Heerespersonalamt (OKH).

### Tweede Wereldoorlog
Op 1 maart 1940 werd Keitel bevorderd tot Generalleutnant. Het jaar daarop volgend zijn bevorderd tot General der Infanterie.
In de periode van 1 oktober 1942 tot 28 februari 1943 kreeg hij verlof om “de gezondheid te herstellen”. Keitel werd in het Heerespersonalamt opgevolgd door de Generalleutnant Rudolf Schmundt. Op 2 oktober 1942 werd Keitel onderscheiden met het Duitse Kruis in zilver voor zijn leiderschap over het Heerespersonalamt.
Op 1 maart 1943 werd hij benoemd tot plaatsvervangend Kommandierender General  (vrije vertaling: bevelvoerend-generaal) van het Generalkommandos XX. Armeekorps  (20e Legerkorps) en bevelhebber van het Wehrkreis XX  (20e militair district) in Danzig.
Complot van 20 juli 1944
Als verbindingsofficier in het Wehrkreis XX diende in deze tijd de Oberstleutnant Hasso von Boehmer. Deze werd door zijn vriend Henning von Tresckow gewonnen voor het verzet. Op de dag van de aanslag op Adolf Hitler (20 juli 1944) was Keitel op inspectiereis door zijn Wehrkreis.
Als 1e generale stafofficier (Ia) ontving Boehmer de teleprinter van de samenzweerders die uit het Bendlerblock in Berlijn kwamen. Toen Keitel via de radio hoorde over de mislukte aanslag, keerde hij onmiddellijk terug naar Danzig. Nadat zijn broer Wilhelm telefonisch bevestigd had dat Hitler nog leefde, arresteerde hij Boehmer. Deze werd voorgeleid voor het Volksgerichtshof en op 5 maart 1945 geëxecuteerd.
Op 1 december 1944 werd Keitel in het Führerreserve van het Oberkommando des Heeres (OKH) gezet. Op 3 mei 1945 raakte hij in Amerikaans krijgsgevangenschap. Daar werd hij weer op 17 april 1947 uit vrijgelaten, dit vanwege zijn ziekte van Parkinson.

## Na de oorlog
Keitel bracht de laatste jaren van zijn leven door op het Götzenhof bij Bodenfelde in Nedersaksen. Hij was door de ziekte verzwakt, en had verlammingsverschijnselen en spraakproblemen. Op 29 juli 1953 stierf hij in een ziekenhuis in Göttingen.

## Militaire carrière
- General der Infanterie:[7] 1 april 1941[2][6][9][10][11]
- Generalleutnant: 1 maart 1940[2][6][9][11]
- Generalmajor: 28 februari 1938[2] - 1 maart 1938[9][10][11][12]
- Oberst i.G.: 1 oktober 1934[2][9][10]
- Oberstleutnant: 1 oktober 1932[2][9][10]
- Major: 1 oktober 1929[2][9] (RDA vanaf 1 februari 1928[9])
- Ordnungsoffizier:  1 juli 1922[2]
- Hauptmann: 18 december 1917[2][9][13]
- Oberleutnant: 25 februari 1915[2][9]
- Leutnant: 22 augustus 1910[2]  (Patent (bevorderingsakte) vanaf 22 augustus 1908[9])
- Fähnrich: 19 november 1909[2]
- Fahnenjunker-Oberjäger: 1 augustus 1909[2]
- Fahnenjunker: 23 februari 1909[2][9]

## Onderscheidingen
- Duitse Kruis in zilver op 2 oktober 1942 als General der Infanterie en Chef van het Heerespersonalamt / OKH[2][11][14]
- IJzeren Kruis 1914, 1e Klasse[2][6][9][13][14] en 2e Klasse[2][6][9][13][14]
- Ridder der Tweede Klasse in de Albrechtsorde met Zwaarden[2][13][14]
- Hanseatenkruis Hamburg[2][13][14]
- Kruis voor Militaire Verdienste (Brunswijk), 1e Klasse[2][13] en 2e Klasse[2][14] met "Bewährungsabzeichen"[2][14]
- Erekruis voor Frontstrijders in de Wereldoorlog[2][14]
- Dienstonderscheiding van Leger en Marine, 1e Klasse (25 dienstjaren)[14]
- Kruis voor Oorlogsverdienste, 1e Klasse[2][14] en 2e Klasse[2][14] met Zwaarden
- Orde van het Vrijheidskruis (Finland), 1e Klasse met Zwaarden en Eikenloof[14] op 25 maart 1942[2][14]
- Commandeur in de Orde van Verdienste (Hongarije) met Ster op 26 september 1938[15]